# Chosroes II (król Armenii)
Chosroes II (orm. Խոսրով Գ Կոտակ) – król Armenii w latach 330–338 z dynastii ormiańskich Arsacydów. Syn Tiridatesa III i królowej Aszchen.
W czasie swojego panowania walczył z prorzymskim generałem Mamikonianem, który wcześniej go wspierał. Powodem zmiany relacji był wzrost wpływów wodza, którego potęga zaniepokoiła króla. W walce z opozycją zyskał wsparcie properskiej części ormiańskiej arystokracji, która zyskała poparcie Sasanidów. Odpowiadała ona m.in. za zamordowanie kilku duchownych Kościoła ormiańskiego, w tym katolikosa Aristacesa I.
W czasie jego panowania Sasanida Szapur II najechał Armenię dwa razy, pokonując Mamikoniana, który na polu bitwy poniósł śmierć, oraz przyłączając pograniczne prowincje do swojego państwa.
Założył miasto Dwin.